# Christian Perez
Christian Perez (Marseille, 1963. május 13. –) francia válogatott labdarúgó.

## Pályafutása

### Klubcsapatban
Marseilleben született. Pályafutása során számos csapatban megfordult. A Nîmes Olympiqueben kezdett el futballozni, az első csapatban 16 évesen mutatkozott be. Később játszott még a Montpellier, a Paris Saint-Germain, az AS Monaco, a Lille és a kínai Sanghaj Senhua csapatában.

### A válogatottban
1988 és 1992 között 22 alkalommal szerepelt a francia válogatottban és 2 gólt szerzett.Egy Jugoszlávia elleni vb-selejtező alkalmával mutatkozott be 1988. november 19-én. Részt vett az 1992-es Európa-bajnokságon, ahol mind a három csoportmérkőzésen pályára lépett. 

## Sikerei, díjai
Nîmes Olympique
- Francia kupadöntős (1): 1995–96

## Külső hivatkozások
- Christian Perez adatlapja a National-Football-Teams.com oldalon (angolul)

- Christian Perez (angol, francia, spanyol nyelven). FootballDatabase.eu
- Christian Perez (angol nyelven). eu-football.info
- Christian Perez (német nyelven). kicker.de
- Christian Perez adatlapja a worldfootball.net oldalon (angolul)